# 돈 쥬앙 (1986년 영화)
《돈 쥬앙》(Les Exploits D'un Jeune Don Juan, Exploits of a Young Don Juan)은 이탈리아에서 제작된 지안프란코 민고지 감독의 1986년 영화이다. 클라우디안 아우거 등이 주연으로 출연하였고 루시엔 듀발 등이 제작에 참여하였다.

## 출연

### 주연
- 클라우디안 아우거
- 세레나 그랜디

### 조연
- 마리나 블라디
- 프랑수아 페로
- 루퍼스
- 베란게르 본보이진
- 오를레앙 르코앵

## 기타
- 미술: 자크 솔니에
- 의상: 이본느 사시 드 네슬